# Heggstaðanes
Heggstaðanes, soms ook wel Bálkastaðanes genoemd, is een schiereiland in de regio Norðurland vestra in het noorden van IJsland. Het wordt begrensd door twee fjorden: Hrútafjörður in het westen en de Miðfjörður in het oosten.
De noordpunt van het schiereiland ligt vrijwel gelijk met het noordelijke uiteinde van de Hrútafjord, waar deze in de Noordelijke IJszee vloeit. Heggstaðanes bestaat voornamelijk uit drasland. Ook is er veen met heuveltjes ertussen. De kaap, tussen de boerderijen Heggstaðir (oostzijde) en Bálkastadir (westzijde), heeft hoge randen. Dit meest noordelijke gedeelte heet Heggstaðaheiði en is net als het schiereiland naar de boerderij genoemd. Hier bevinden zich een aantal schaapherders die hun kuddes de graslanden laten begrazen. Verder leven er eidereenden, vooral rond Heggstaðir, maar ook wel bij Bálkastaðir en Bessastaðir.
De Heggstaðanesvegur (Heggstaðanesweg) met wegnummer 702 loopt langs de west- en oostkust in de vorm van een H; deze grindweg is in het midden verbonden en loopt dus niet helemaal rond het schiereiland. In het zuiden sluiten de oost- en westwegen aan op de Hringvegur, de grote ringweg die door heel IJsland loopt. Heggstaðanes behoorde tot de gemeente Ytri-Torfustaðahreppur, dat in 1998 met Staðarhreppur, Fremri-Torfustaðahreppur, Hvammstangahreppur, Kirkjuhvammshreppur, Þverárhreppur en Þorkelshólshreppur werd samengevoegd tot de nieuwe gemeente Húnaþing vestra.